# U-303
U-303 – niemiecki okręt podwodny (U-Boot) typu VIIC z okresu II wojny światowej. Okręt wszedł do służby w 1942 roku, odbył dwa patrole bojowe. Został zatopiony 21 maja 1943 przez okręt podwodny HMS „Sickle”. Jedynym dowódcą był Kptlt. Karl-Franz Heine.

## Historia
Okręt został włączony do 8. Flotylli U-Bootów (Gdańsk) celem szkolenia i zgrania załogi. Od stycznia 1943 roku  jako jednostka bojowa w składzie 7. (Saint-Nazaire), później 29. Flotylli (Tulon).
U-303 odbył dwa patrole bojowe. 31 grudnia 1942 roku wypłynął celem zwalczania alianckiej żeglugi na północnym Atlantyku. W ciężkich warunkach pogodowych nie zdołano nawiązać kontaktu bojowego z nieprzyjacielem aż do 23 lutego 1943 roku, kiedy to U-Boot został skierowany na spotkanie z konwojem ON-166. Zatopiono wówczas jedną jednostkę – amerykański frachtowiec „Expositor” (4959 BRT). Był to w istocie „cios łaski”, bo statek dryfował opuszczony przez załogę po storpedowaniu go kilka godzin wcześniej przez U-606 (zatopiony po tym ataku przez okręty eskorty konwoju, m.in. ORP „Burza”). Z powodu małego zapasu paliwa i obrażeń doznanych przez dwóch marynarzy podczas przeładunku torped, U-303 rozpoczął rejs powrotny. Spotkanie z „mleczną krową” – podwodnym zaopatrzeniowcem typu XIV U-462 pozwoliło na zabunkrowanie i uzyskanie pomocy lekarskiej.
Na początku kwietnia 1943 roku U-Boot rozpoczął kolejny rejs, którego celem było pokonanie Cieśniny Gibraltarskiej i wzmocnienie niemieckich sił podwodnych operujących na Morzu Śródziemnym. Po pomyślnym wykonaniu zadania okręt został skierowany na przegląd do stoczni w Tulonie. 21 maja 1943 roku okręt opuścił port, by na pobliskim akwenie przejść próby morskie. Wówczas został wykryty i storpedowany przez brytyjski okręt podwodny HMS „Sickle”. W wyniku ataku zginęło 20 członków załogi U-Boota, uratowano 28, w tym dowódcę.